# Atheta vaga
Atheta vaga es una especie de escarabajo del género Atheta, familia Staphylinidae. Fue descrita científicamente por Heer en 1839.
Habita en Suecia, Noruega, Francia, Reino Unido, Finlandia, Luxemburgo, Países Bajos, Alemania, Austria, Estonia, Ucrania, Rusia, Bélgica, Dinamarca, Polonia, Checa, Italia, España y Eslovaquia.